# گوستاو فیشر (ورزشکار)
گوستاو فیشر (انگلیسی: Gustav Fischer; ۸ november ۱۹۱۵ – ۲۲ نوامبر ۱۹۹۰ (۷۵ ساله)) ورزشکار اهل سوئیس بود.
وی در مسابقات کشوری و بین‌المللی در مجموع برندهٔ ۵ مدال نقره، ۲ مدال برنز شده‌است.